# Studer (Familienname)
Studer ist ein deutscher Familienname, der vor allem in der Schweiz auftritt.

## Namensträger

### A
- Adelheid Studer-Thiersch (1939–2020), Schweizer Ornithologin
- Adolf Studer (1894–1938), Schweizer Architekt
- Albert Studer (Politiker) (* 1961), Schweizer Unternehmer und Politiker
- Albert Studer-Auer (1902–1965), Schweizer Caritas-Direktor
- Alfred Studer (Unternehmer) (1907–1988), Schweizer Ingenieur und Unternehmer
- Alfred Studer (Fotograf) (1920–2008), Schweizer Fotograf und Fotofachhändler
- Alfredo Studer (* 1963), Schweizer Gleitschirmpilot
- André M. Studer (1926–2007), Schweizer Architekt
- Andreas C. Studer (* 1966), Schweizer Fernsehkoch und Autor
- Anita Studer (* 1944), Schweizer Ornithologin, Naturschützerin und Ökologin
- Armido Studer (* 1967), Schweizer Chemiker und Hochschullehrer
- Armin Studer (* 1942), Schweizer neuapostolischer Geistlicher
- Arthur Studer (1874–1968), Schweizer Jurist

### B
- Barbara Studer Immenhauser (* 1972), Schweizer Historikerin und Archivarin
- Basil Studer (geb. Franz-Xaver Studer; 1925–2008), Schweizer Patristiker
- Bernhard Studer (Geologe) (1794–1887), Schweizer Geologe
- Bernhard Studer (Maler) (1832–1868), Schweizer Landschaftsmaler
- Brigitte Studer (Brigitte Studer Boschetti; * 1955), Schweizer Historikerin

### C
- Carmen Weingartner-Studer (1908–1987), Schweizer Redaktorin, Dirigentin, Präsidentin der Religiös-sozialen Vereinigung und Publizistin
- Charles Studer (Charles Studer-Schild; 1908–1992), Schweizer Jurist, Anwalt und Rechtshistoriker
- Cheryl Studer (* 1955), US-amerikanische Sopranistin
- Christian Studer (1458–1531), Schweizer Kaufmann und Bürgermeister

### D
- Daniel Studer (Biotechnologe) (* 1954), Schweizer Biotechnologe
- Daniel Studer (Kunsthistoriker) (* 1955), Schweizer Kunsthistoriker und Museumsleiter
- Daniel Studer (Musiker) (* 1961), Schweizer Kontrabassist und Komponist
- Daniel Studer (Architekt) (* 1962), Schweizer Architekt und Hochschullehrer

### E
- Eduard Studer (1919–1992), Schweizer Germanist und Hochschullehrer
- Elisabeth Studer-von Goumoëns (1878–1970), Schweizer Krankenschwester, Bürgerrechtlerin
- Elly Bernet-Studer (1875–1950), Schweizer Malerin
- Emil Studer (Geometer) (1886/1887–1958), Schweizer Geometer
- Emil Studer (1914–??), Schweizer Turner
- Emil Kaspar Studer (1844–1927), Schweizer Architekt
- Emma Stämpfli-Studer (1848–1930), Schweizer Unternehmerin und Pionierin im Bereich Kinderkrippen
- Ernst Studer (Politiker) (1896–1975), Schweizer Politiker (FDP), Bauingenieur und Unternehmer
- Ernst Studer (Architekt) (1931–2001), Schweizer Architekt und Hochschullehrer
- Eugen Studer (Architekt) (1883–1944), Schweizer Architekt
- Eugen Studer (Militär) (1913–1977), Schweizer Militär

### F
- Frédéric Studer (1926–2005), Schweizer Maler und Zeichner
- Frédéric Studer (Architekt) (1880–1943), Schweizer Architekt
- Fredy Studer (1948–2022), Schweizer Rockjazz-Schlagzeuger
- Friedrich Studer (1790–1856), Schweizer Apotheker
- Friedrich Studer (1817–1879), Schweizer Architekt, siehe Jakob Friedrich Studer
- Fritz Studer (Politiker) (1873–1945), Schweizer Politiker (SP) und Bundesrichter
- Fritz Studer (Unternehmer) (1879–nach 1928), Schweizer Unternehmer und Firmengründer

### G
- Georg Studer (1848–1915), Schweizer Gartenarchitekt
- Gottlieb Studer (Architekt) (1928–2019), Schweizer Architekt
- Gottlieb Ludwig Studer (1801–1889), Schweizer Theologe
- Gottlieb Samuel Studer (1804–1890), Schweizer Bergsteiger

### H
- Hanns Studer (1920–2018), Schweizer Zeichenlehrer, Maler, Holzschneider, Illustrator und Glasmaler
- Hans Studer (Ingenieur, 1852) (1852–1909), Schweizer Eisenbahningenieur
- Hans Studer (Fabrikant) (1861–1911), Schweizer Fabrikant und Politiker
- Hans Studer (Ingenieur, 1875) (1875–1957), Schweizer Ingenieur und Architekt
- Hans Studer (Radsportler), Schweizer Radsportler
- Hans Studer (Komponist) (1911–1984), Schweizer Komponist, Chorleiter und Organist
- Hans Studer (Luzern), Schweizer Politiker
- Hans Studer (Solothurn), Schweizer Politiker (CVP)
- Hans Luzius-Studer (1907–1971), Schweizer Maschinenbauingenieur und Flugzeugkonstrukteur
- Harold Studer (1942–2000), Schweizer Künstler
- Heiner Studer (* 1949), Schweizer Politiker (Evangelische Volkspartei)
- Heinrich Studer (Politiker) (1815–1890), Schweizer Unternehmer, Bankmanager und Politiker
- Heinrich Studer (Verleger) (1889–1961), Schweizer Verleger
- Heinrich Studer (Widerstandskämpfer) (1900–1964), deutscher Parteifunktionär (KPD) und Widerstandskämpfer
- Herlinde Pauer-Studer (* 1953), österreichische Philosophin
- Hermann Studer (* 1941), Schweizer Alphornmusiker und Komponist
- Hugo Studer (Ingenieur) (1865–1931), Schweizer Verkehrsingenieur
- Hugo Studer (Mediziner, 1896) (1896–1987), Schweizer Arzt und Politiker (FDP)
- Hugo Studer (Mediziner, 1929) (* 1929), Schweizer Internist und Hochschullehrer

### J
- Jacob Studer (1574–1622), Schweizer Bibliophiler und Bibliothekar in St. Gallen
- Jakob Friedrich Studer (1817–1879), Schweizer Architekt
- Jean Studer (Leichtathlet) (1914–2009), Schweizer Leichtathlet
- Jean Studer (Politiker) (* 1957), Schweizer Politiker (SP) und Bankmanager
- Johann Rudolf Studer (1700–1769), Schweizer Maler
- Josef Studer (1902–1969), Schweizer Anwalt und Politiker
- Julie Studer-Steinhäuslein (1853–1924), Schweizer Frauenrechtlerin
- Julius Studer (1839–1920), Schweizer Pfarrer und Autor
- Jürg Studer (* 1966), Schweizer Fußballspieler

### L
- Lilian Studer (* 1977), Schweizer Politikerin (EVP)
- Lukas Studer (* 1977), Schweizer Sportreporter und TV-Moderator
- Lukas Studer (Unihockeytrainer), Schweizer Unihockeytrainer

### M
- Manuela Studer-Karlen (* 1977), Schweizer Kunsthistorikerin und Archäologin
- Margareta Studer, Angeklagte in Waldenserprozessen
- Martin Studer (* 1962), Schweizer Dirigent
- Mathilde Studer (1890–nach 1945), Schweizer Fabrikantin
- Max Studer (Politiker) (1865–1947), Schweizer Politiker, Regierungs- und Nationalrat
- Max Studer (Ringer), Schweizer Ringer, Olympiateilnehmer 1928
- Max Studer (Triathlet) (* 1996), Schweizer Duathlet und Triathlet
- Michael Studer (1940–2024), Schweizer Pianist
- Monica Studer (* 1960), Schweizer Künstlerin

### N
- Noël Studer (* 1996), Schweizer Schachspieler
- Norman Studer (1902–1978), US-amerikanischer Pädagoge und Folklorist

### O
- Otto Studer (1894–1989), Schweizer Musikpädagoge und Freiwirtschafter
- Otto Studer (Politiker) (1898–1975), Schweizer Lehrer, Notar und Luzerner Nationalrat

### P
- Paul Studer (1879–1927), in England wirkender Schweizer Romanist
- Peter Studer (1935–2023), Schweizer Jurist und Publizist

### R
- Robert Studer (Fussballspieler), Schweizer Fußballspieler
- Robert Studer (Handballspieler) (1912–?), Schweizer Handballspieler
- Robert Studer (Manager) (* 1938), Schweizer Bankmanager
- Rolf Studer (* 1972), Schweizer Unternehmer und Wirtschaftsmanager
- Rosa Studer-Koch (1907–1991), Schweizer Bildhauerin
- Rudi Studer (* 1951), deutscher Informatikprofessor
- Rudolf Studer (Fabrikant) (1913–2012), Schweizer Firmeninhaber und Erfinder
- Rudolf Studer (Agraringenieur) (1929–2008), Schweizer Agraringenieur und Gründer der Landtechnischen Entwicklungsschau „Agrotechnorama Tänikon“

### S
- Samuel Studer (1757–1834), Schweizer Theologe und Naturforscher
- Sandra Studer (* 1969), Schweizer Fernsehmoderatorin und Sängerin
- Sascha Studer (* 1991), Schweizer Fußballspieler
- Sigmund Gottlieb Studer (1760/1761–1808), Schweizer Jurist und Künstler
- Stefan Studer (* 1964), deutscher Fußballspieler

### T
- Theodor Studer (1907–nach 1985), Schweizer Journalist und Politiker
- Theophil Studer (auch Théophile Studer) (1845–1922), Schweizer Zoologe
- Therese Studer (1862–1931), Begründerin katholischer Arbeiterinnenvereine
- Thomas Studer (Sprachdidaktiker), Schweizer Spracherwerbsforscher, Didaktiker und Hochschullehrer für Deutsch als Fremdsprache
- Thomas Studer (Informatiker) (* 1972), Schweizer Mathematiker, Informatiker und Hochschullehrer
- Thomas Studer (Basketballspieler) (* 1984), Schweizer Basketballspieler
- Tobias Studer (* 1998), Schweizer Unihockeyspieler

### U
- Ueli Studer (* 1953), Schweizer Politiker
- Ulrich Studer (* 1955), Schweizer Künstler
- Urs Studer (* um 1961), Schweizer Curler
- Urs E. Studer (1944–2023), Schweizer Urologe
- Urs W. Studer (* 1949), Schweizer Politiker (FDP, später parteilos)

### W
- Walter Studer (1918–1986), Schweizer Fotograf
- Walter Studer-Jermann (1928–2025), Schweizer Elektroingenieur, Lokalhistoriker, Dorfchronist, Fotograf, Erfinder, Journalist und Schriftsteller
- Walter Studer (Fotograf, 1928) (* 1928), Schweizer Elektroingenieur, Erfinder, Fotograf und Heimatschriftsteller
- Walter Studer (Kunsthistoriker) (* 1948), Schweizer Kunsthistoriker
- Werner Studer (Unternehmer) (1890–1933), Schweizer Fabrikant
- Werner Studer (Architekt) (1895–1974), Schweizer Architekt
- Wilhelm Studer (Geistlicher) (vor 1390–1447), Schweizer Geistlicher
- Wilhelm Studer (1912–1996), Schweizer Ingenieur und Unternehmer, siehe Willi Studer
- William A. Studer (1939–2019), Generalmajor der US Air Force
- Winfried Studer (* 1943), Schweizer Heimatforscher und Verwaltungswirt

### Y
- Yves Studer (* 1982), Schweizer Boxer